# Dryolimnas chekei
Dryolimnas chekei — вимерлий вид журавлеподібних птахів родини пастушкових (Rallidae). Птах був ендеміком острова Маврикій в Індійському океані.

## Відкриття
Вид був описаний британським орнітологом Джуліаном П. Юмом у 2019 році, і названий на честь британського еколога Ентоні С. Чека. Спочатку вважався ізольованою популяцією D. cuvieri cuvieri, яка є рідкісним бродягою на Маврикії, доки аналіз скам'янілостей не виявив, що це окрема популяція нелітаючий таксон, який, ймовірно, походить від D. cuvieri.

## Історичні відомості
Цей вид може бути «малим пастушком», про якого згадують голландські дослідники XVII століття, на відміну від «великого пастушка», яка може бути пастушком іржастим (Aphanapteryx bonasia).